# Palawanshama
Palawanshama (Copsychus niger) är en fågel i familjen flugsnappare inom ordningen tättingar.

## Utseende och läte
Palawanshaman är en 18–21 cm lång trastliknande fågel. Fjäderdräkten är helt glansigt svart, utom vita undre stjärttäckare och fyra vita yttre pennor på den långa kilformade stjärten. Även näbben och benen är svarta.
Ungfågeln är blåsvart ovan med beigefärgade streck på hjässan, fläckade skapularer samt rostbruna spetsar och kanter på vingfjädrarna. Undertill syns rostbeige och mörkbrun fläckning från haka till bröstets mitt, medan buken är mörkare brun övergående mot vitaktigt på undergumpen och rostbeige på bakre flankerna.
Sången består av en ljudlig, melodisk och varierad serie med fraser som upprepas två till tre gånger, först stigande och sedan fallande.

## Utbredning och systematik
Fågeln är endemisk för södra Filippinerna och förekommer på öarna Balabac, Busuanga, Culion, Bantac och Palawan. Den behandlas som monotypisk, det vill säga att den inte delas in i några underarter. Palawanshaman är systerart till svartshaman.

### Släktestillhörighet
Palawanshama och dess släktingar placeras traditionellt i släktet Copsychus. Flera genetiska studier visar dock att indisk shama (Saxicoloides fulicatus, tidigare kallad indisk näktergal) och roststjärtad shama (Trichixos pyrropygus) är inbäddade i släktet. De flesta taxonomiska auktoriteter inkluderar därför även dem i Copsychus. 

### Familjetillhörighet
Shamor med släktingar ansågs fram tills nyligen liksom bland andra stenskvättor, stentrastar och buskskvättor vara små trastar. DNA-studier visar dock att de är marklevande flugsnappare (Muscicapidae) och förs därför numera till den familjen.

## Levnadssätt
Palawanshaman hittas i låglänt skog och kringliggande skogsbryn, ungskog och buskmarker. Fåglar i häckningstillstånd har hittats i juni och flygga ungar i augusti.

## Status och hot
Palawanshaman har ett relativt begränsat utbredningsområde och tros minska i antal, men betraktas ändå inte som hotad. Internationella naturvårdsunionen IUCN listar arten som livskraftig (LC).